# Народная партия (Украина)
Наро́дная па́ртия — украинская политическая партия. Создана в декабре 1996 года. Председателем партии является Владимир Литвин.

## Лидеры партии
- 1996—1997 гг. — Михаил Зубец
- 1997—1999 гг. — Екатерина Ващук
- 1999—2003 гг. — Михаил Гладий
- 2003—2004 гг. — Иван Кириленко
- С 2004 года — Владимир Литвин

## История партии
Народная партия была создана 30 декабря 1996 года. Её первоначальное название – Аграрная партия Украины (АПУ). Первым руководителем партии был Михаил Зубец. В 1997 году его заменила Екатерина Ващук. В 1999 году новым лидером АПУ избран Михаил Гладкий.
18 октября 2003 года на V съезде АПУ новым руководителем партии был избран тогдашний Вице-премьер-министр Украины по аграрным вопросам Иван Кириленко.
На VI съезде АПУ в июне 2004 года партию возглавил спикер Верховной Рады Владимир Литвин. Тогда же Аграрная партия Украины сменила название на Народная аграрная партия Украины (НАПУ). На VII съезде партии в феврале 2005 года НАПУ вновь сменила название и стала Народной партией (НП).
После поражения на парламентских выборах политсовет НП в сентябре 2006 года принял решение о переходе в оппозицию.
В октябре 2006 года Михаил Зубец, прошедший в парламент по списку БЮТ и исключённый из фракции БЮТ за голосование в поддержку назначения Виктора Януковича на пост премьер-министра, заявил о создании возрождённой Аграрной партии Украины. К нему присоединились депутаты Верховной рады Александр Борзых и Инга Вершинина, также исключённые из фракции БЮТ.
9 октября 2008 года Владимир Литвин избран председателем Верховной рады Украины.
В 2011 году члены партийной парламентской фракции голосовали за пенсионную реформу.

## Участие в выборах

### Парламентские выборы 1998 года
На парламентских выборах 1998 года Аграрная партия Украины набрала 3,68% голосов и не преодолела четырёхпроцентный избирательный барьер. По мажоритарным округам партия провела 8 своих представителей в Верховную раду Украины.

### Президентские выборы 1999 года
На президентских выборах 1999 года партия вошла в блок «Наш выбор - Леонид Кучма!». Леонид Кучма в первом туре выборов получил поддержку 9 598 672 избирателей или 36,49% голосов. Во втором туре Кучма был переизбран на второй президентский срок, получив 15 870 722 действительных голосов или 56,25%.

### Парламентские выборы 2002 года
Осенью 2001 года Аграрная партия Украины вошла в блок «За единую Украину!», куда также вошли Партия регионов, Народно-демократическая партия, партия «Трудовая Украина» и Партия промышленников и предпринимателей Украины. Блок возглавил глава Администрации Президента Украины Владимир Литвин. На выборах 2002 года блок набрал 11,77% голосов, 35 депутатских мандатов по избирательному списку и еще 66 мандатов по одномандатным округам. В Верховной Раде была создана фракция Аграрной партии Украины, в которую вошли 17 народных депутатов.

### Президентские выборы 2004 года
На президентских выборах 2004 года Народная аграрная партия Украины поддержала кандидатуру премьер-министра Украины Виктора Януковича. Янукович получил голоса 10 969 579 избирателей или 39,32% в первом туре, победил во втором туре с 15 093 691 или 49,46%. 3 декабря 2004 года Верховный суд Украины признал не соответствующими реальному волеизъявлению избирателей объявленные результаты второго тура голосования и постановил повторить его 26 декабря. В «третьем туре» выборов за Януковича проголосовали уже 44,20% избирателей (Виктора Ющенко поддержали 51,99% избирателей) и Виктор Янукович проиграл выборы.

### Парламентские выборы 2006 года
На парламентские выборы 2006 года Народная партия пошла в составе Народного блока Литвина, в который также вошли Украинская селянская демократическая партия и Всеукраинское объединение левых «Справедливость». На выборах блок получил 2,44% голосов и не прошел в Верховную Раду.

### Региональные выборы 2006 года
Наряду с парламентскими выборами 2006 года, на Украине прошли и региональные выборы. Несмотря на поражение на общенациональном уровне, на выборы в местные советы Народный блок Литвина прошёл в 89% районных советов и почти в 60% областных. Депутатами разного уровня были избраны 25 тысяч представителей НБЛ. Однако в местных советах фракции НБЛ не были созданы, местные партийные организации решили вернуться к старому названию — Народная партия.

### Досрочные парламентские выборы 2007 года

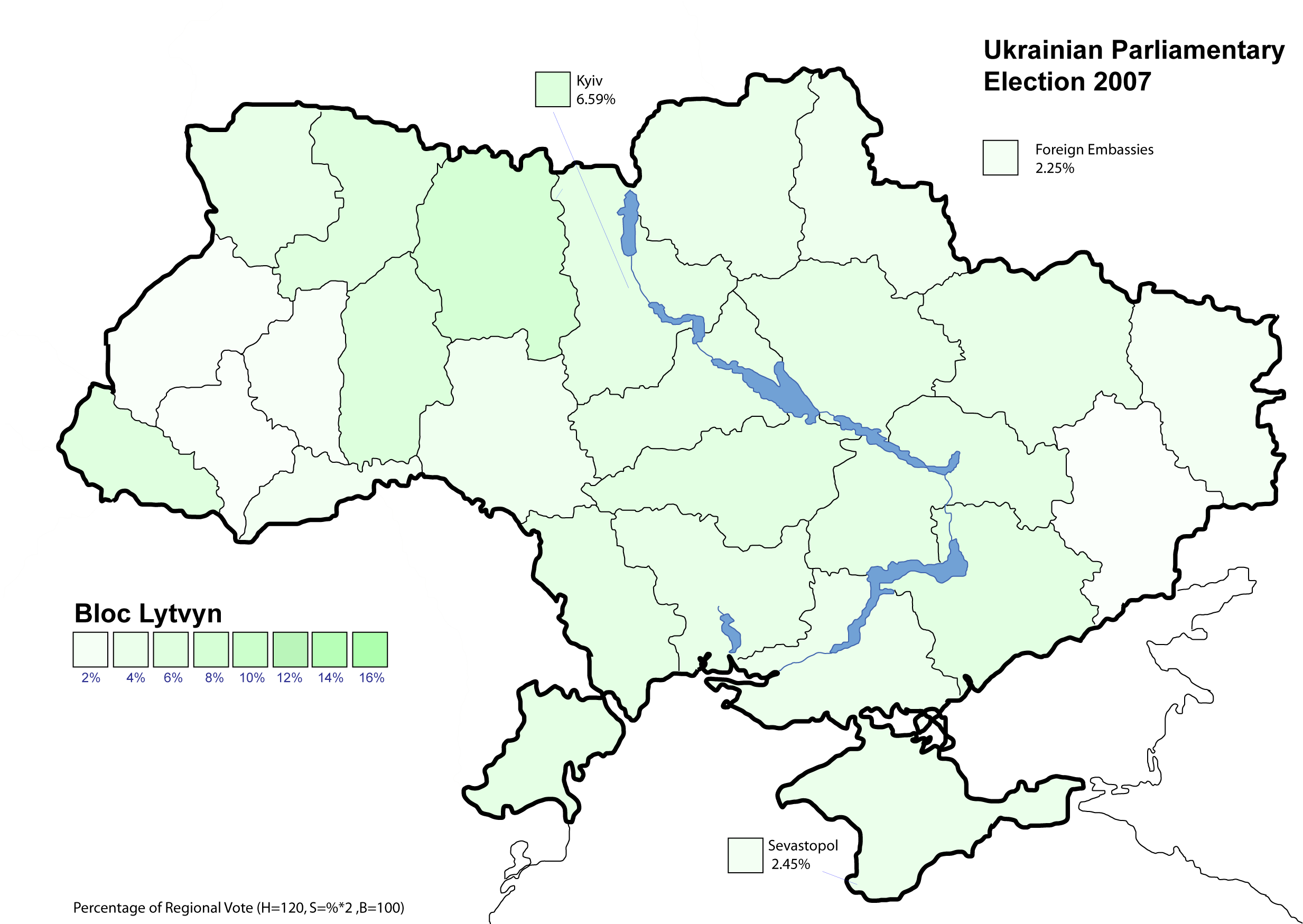
Результат участия Блока Литвина в досрочных парламентских выборах 2007 года

На внеочередных выборах в Верховную раду Украины 2007 года Народной партии удалось вернуться в парламент. Блок Литвина, в который также вошли Народная партия и Трудовая партия Украины, неожиданно для многих, стал пятой политической силой после Партии регионов, Блока Юлии Тимошенко, блока «Наша Украина — Народная самооборона» и Коммунистической партии Украины, сумевшей пройти в парламент (3,96 % голосов и 20 мест).
В декабре 2008 года фракция «Блока Литвина» вошла в коалицию с Блоком Юлии Тимошенко и блоком «Наша Украина – Народная Самооборона», а лидер блока Владимир Литвин был избран спикером Верховной рады Украины.

### Президентские выборы 2010 года
На президентских выборах 2010 года Народная партия выдвинула кандидатом в Президенты Украины лидера партии Владимира Литвина. В первом туре выборов за Литвина отдали свои голоса 578 886 избирателей и он получил 2,35% голосов, заняв 7-е место (из 17 кандидатов) и не пройдя во второй тур.

### Региональные выборы 2010 года
На региональных выборах 2010 года Народная партия, согласно с результатами экзит-поллов, получила поддержку 1,8% избирателей. Партия представлена в областных советах Волынской области (7 мандатов из 80), Днепропетровской области (3 из 140), Житомирской области (18 из 112), Запорожской области (2 из 100), Ивано-Франковской области (9 из 114), Кировоградской области (10 из 100), Киевской области (2 из 148), Львовской области (3 из 107), Николаевской области (5 из 96), Одесской области (12 из 132), Полтавской области (3 из 120), Ровненской области (8 из 80), Сумской области (1 из 100), Тернопольской области (5 из 120), Харьковской области (3 из 136), Херсонской области (1 из 84), Хмельницкой области (10 из 104), Черкасской области (12 из 100), Черниговской области (3 из 100), Черновицкой области (1 из 104), в Севастопольском городском совете у Народной партии 3 мандата (из 76).
В 2008 году прошли досрочные выборы в Киевский городской совет, по результатам которого Народная партия получила 11 депутатских мандата (из 120).
В местных советах сегодня более 12 тысяч депутатов, избранных от Народной партии. В областных, районных советах и советах городов областного значения около 2000 депутатов-народников, что составляет 5,7% от общего количества депутатов. Более 10 тысяч народников избран в сельских, поселковых советов и советов городов районного значения - 10,7% от числа всех депутатских мандатов.

### Парламентские выборы 2012 года
Кандидаты в народные депутаты от Народной партии будут баллотироваться на выборах в Верховную раду 2012 года исключительно в мажоритарных округах.
Владимир Литвин прокомментировал информацию о том, что он идет на выборы в парламент в мажоритарном округе:

«Дело в том, что еще никто никуда не идет, я всеми фибрами души не воспринимаю выборы по партийным спискам. У нас есть и будут проблемы, пока у нас будет такой принцип формирования Верховной Рады»

## Съезды

### V
- Первый этап прошёл марте 2003 года:
- Второй этап прошёл в октябре 2003 года: лидером партии избран Иван Кириленко.

### VI (внеочередной)
9 июня 2004 года состоялся VI внеочередной съезд АПУ. В работе съезда приняли участие 295 делегатов. Председателем партии единогласно избран Владимир Литвин. Съезд принял решение о переименовании партии в Народную аграрную партию Украины (НАПУ).

### VII (внеочередной)
Съезд проходил в феврале 2005 года в Киеве, присутствовало 306 делегатов. Решением съезда Народная аграрная партия изменила название на Народную партию. Также была удовлетворена просьба Николая Гладия о сложении им полномочий первого заместителя председателя партии, вместо него был назначен Игорь Еремеев. На съезде был принят «Манифест национального единения», в котором отмечалось, что Народной партии «духовно близки идеалы и ценности, провозглашенные Европейской народной партией».

### VIII
Съезд проходил 17 декабря 2005 года. Съезд принял Программу партии,которая отличалась по содержанию и структуре не только от старой, но и от программ большинства украинских политических партий.

### IX
Съезд проходил в июле 2007 года. Съезд проходит под лозунгом: «Вызовы для Украины: позиция Народной партии». Было принято решение о создании избирательного блока политических партий «Блок Литвина» с Трудовой партией Украины. На съезде присутствовало 263 делегата от всех региональных организаций партии.

### X
20 июня 2008 года прошёл Х съезд Народной партии. Учитывая во внимании рост авторитета политической силы среди граждан Украины (по результатам последних внеочередных и региональных выборов) и на готовность партии взять на себя политическую ответственность за страну с целью сохранения украинского народа и государства, обеспечение справедливости, стабильности и порядка в стране, съезд провозгласил главным политическим лозунгом Народной партии - Стране нужен порядок!. Согласно этому, съезд определил главные стратегические задачи партии.

### XI
В октябре 2009 года, на XI съезде Народной партии, лидер партии Владимир Литвин был выдвинут кандидатом в Президенты Украины. Делегаты единогласно поддержали выдвижении Литвина. В работе съезда приняли участие около 10 тысяч делегатов и приглашенных гостей, которые представляют все регионы Украины.